# Humboldt (Kansas)
Humboldt è un centro abitato (city) degli Stati Uniti d'America, situato nella Contea di Allen, nello Stato del Kansas. In una stima del 2006 la popolazione era di 1 906 abitanti. L'insediamento è stato fondato nel 1857.

## Geografia fisica
Secondo i rilevamenti dell'United States Census Bureau, la località di Humboldt si estende su una superficie di 3,7 km², tutti occupati da terre.

## Popolazione
Secondo il censimento del 2000, a Humboldt vivevano 1.999 persone, ed erano presenti 554 gruppi familiari. La densità di popolazione era di 543,5 ab./km². Nel territorio comunale si trovavano 925 unità edificate. Per quanto riguarda la composizione etnica degli abitanti, il 93,00% era bianco, l'1,75% era afroamericano, lo 0,45% era nativo, lo 0,10% proveniva dall'Asia, il 2,65% apparteneva ad altre razze e il 2,05% a due o più. La popolazione di ogni razza ispanica corrispondeva al 5,15% degli abitanti.
Per quanto riguarda la suddivisione della popolazione in fasce d'età, il 23,6% era al di sotto dei 18, l'8,9% fra i 18 e i 24, il 24,2% fra i 25 e i 44, il 22,9% fra i 45 e i 64, mentre infine il 20,4% era al di sopra dei 65 anni di età. L'età media della popolazione era di 40 anni. Per ogni 100 donne residenti vivevano 96,8 uomini.